# 媽媽咪呀！

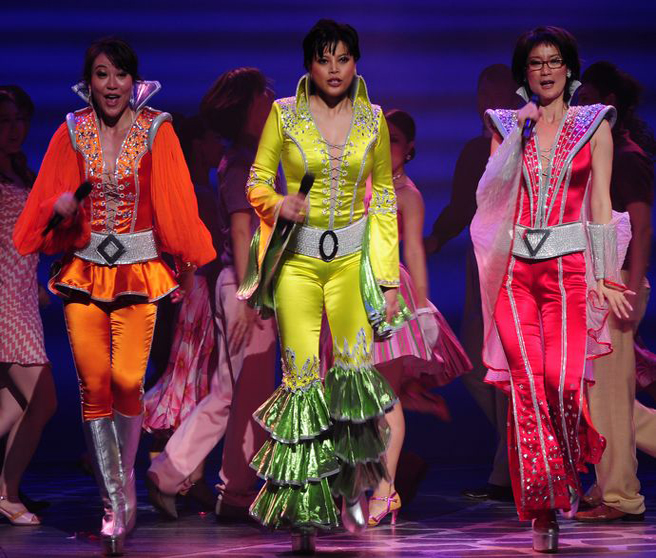
Mamma Mia! Japanese production picture 01

《媽媽咪呀！》（英語：Mamma Mia!）是一部由英国剧作家凯瑟琳·约翰逊（Catherin Johnson）创作的音乐剧，音乐剧的名稱来自于ABBA樂團1975年年度排行榜冠军的同名单曲。1999年由英国女导演菲利达·劳埃德执导，剧中包含了ABBA乐队多首成名曲目包括：《Super Trouper》、《Dancing Queen》、《歌声让我飞翔》、《胜者为王》以及《S.O.S.》。全球累计已超过2千万人欣赏。"Mamma Mia"为意大利语，本意是“我的妈妈”，用于惊叹，相当于汉语“我的妈呀！”，表示惊讶、悲伤、兴奋等情感。
故事围绕女主角苏菲（Sophie）和她的单身母亲唐娜（Donna）展開，苏菲希望在婚礼上由父亲引领走上红地毯，但是她不知道被自己偷偷邀请来的母亲三位旧情人中，究竟哪一位才是自己的親生父親。

## 历史
《媽媽咪呀！》于1999年4月6日在伦敦爱德华王子剧院首演。2004年开始在威尔士王子剧院演出。北美的首场演出是2000年5月23日在多伦多的皇家亚历山大剧院。2001年的10月18日该剧在百老汇的冬园剧院上演。
目前多伦多的公演已经结束，其他演出包括澳大利亚国际巡迴演出（2001年-2005年）、东京（2002年-2004年）、首尔演出（2004年初）和乌得勒支的演出（2003年-2006年）。
2005年5月15日，《媽媽咪呀！》以百老汇初演一千五百场的记录超过了其他著名音乐剧如真善美、国王与我和红男绿女。2006年6月8日，它在百老汇所有音乐剧公演时间长度排名里名列第二十六位。
2006年4月19日，Playbill.com和Broadway.com网站公布了《媽媽咪呀！》电影即将进入制作，2008年夏天上映。
目前尚在进行的演出有：美国（百老汇、拉斯维加斯，及全国巡回演出）、欧洲（国际巡回演出）、日本大阪（于2007年结束）、德国汉堡和斯图加特、西班牙马德里，和瑞典斯德哥尔摩。2006年，在比利时的安特卫普和意大利的米兰公演，分别用佛兰芒语和意大利语演出，是该剧自英语、德语、荷兰语、日语、朝鲜语、西班牙语和瑞典语演出以来的第八种和第九种语言。这部音乐剧于2006年重返南非（开普敦和普利托里亚）及韩国的首尔。此后，第十种语言俄语版本已经于2006年10月在俄罗斯莫斯科公演。第十四种语言中文版本已于2011年7月11日在中国大陆上海大剧院正式首演。2013年8月2日《妈妈咪呀！》中文版新一季演出开始，上演城市包括北京、上海、广州等。包括影子、沈小岑等首演演员再次领衔第三季的演出。

## 故事情节
故事发生在一个虚构的希腊小岛上。苏菲一直想知道自己的父亲是谁，但她母亲唐娜却不愿提及过去。苏菲读了母亲的日记，发现唐娜提到曾经与三个男人有过亲密关系。苏菲认为这三个男人中肯定有一个是她的父亲，她给每个人都寄去了自己的婚礼请柬，但没有告诉母亲。这三个人是分别是哈利（Harry "Head Banger" Bright），比尔（Bill Austin），山姆（Sam Carmichael），他们各有各的特点。哈利是个书生气十足的银行职员，笑起来声音古怪；比尔是个典型的澳大利亚人；而山姆是名建筑师，与唐娜恋爱时就是有妇之夫。除此之外，唐娜还曾和谭雅：一個曾经结过三次婚又离过三次婚的有钱人和罗茜：一个没结过婚、爱玩爱闹的老姑娘组成过合唱组，叫“唐娜炮弹”（Donna and the Dynamos）。
最初，苏菲认为比尔是她的父亲，因为他有一个名叫苏菲娅的姑姑，曾经给家人留下一大笔遗产。唐娜常说苏菲的名字来自于“苏菲娅”，而她们用来开小饭店的钱据说是来自一笔遗产。她请比尔在婚礼上引领她入场，他也同意了。很快，哈利和山姆猜到了这件事的来龙去脉，他们找到苏菲，都觉得自己才有资格在婚礼上引领苏菲入场。
苏菲给三个人都写了信，告诉他们她不用他们引领她入场，因为唐娜也可以做这件事。而等到了婚礼，苏菲和她的未婚夫忽然发现他们其实并不愿意结婚。然而，他们没有取消婚礼，而是让山姆和唐娜举行了婚礼。与此同时，大家都发现原来罗茜和比尔也已经坠入了爱河。

## 歌曲
| 第一幕 - 《序曲/序幕》 - 《有一个梦》 - 《Honey, Honey》 - 《Money, Money, Money》 - 《Thank You for the Music》 - 《妈妈咪呀》 - 《Chiquitita》 - 《Dancing Queen》 - 《用爱把我包围》 - 《Super Trouper》 - 《给我！给我！给我！》 - 《故事走向何方》 - 《Voulez-Vous》 | 第二幕 - 《Entr'Act》 - 《危险地带》 - 《你我之间》 - 《S.O.S.》 - 《你妈妈知道吗》 - 《没有对，没有错》 - 《夏日回忆》 - 《指尖时光流过》 - 《胜者为王》 - 《宝贝别等待》 - 《说爱我》 - 《有一个梦》 |

安可
- 《妈妈咪呀》
- 《Dancing Queen》
- 《Waterloo》

预演的时候，在序幕后还有一首歌叫《夏夜里的城市》（"Summer Night City"），在婚礼排练时唱起。此时，阿里、丽萨、谭雅和罗茜纷纷到达岛上。